# 완주 송광사 나한전
완주 송광사 나한전(完州 松廣寺 羅漢殿)은 대한민국 전북특별자치도 완주군 소양면에 있는, 효종 7년(1656년) 벽암 각성대사가 송광사를 다시 지을 때 같이 지은 불전이다. 1999년 7월 9일 전라북도의 유형문화재 제172호로 지정되었다.

## 개요
종남산 남쪽 기슭에 자리잡고 있는 송광사는 통일신라 경문왕 7년(867년) 보조 체징선사에 의해 지어졌다.
송광사 나한전은 효종 7년(1656년) 벽암 각성대사가 송광사를 다시 지을 때 같이 지은 것이며, 전체적인 모습으로 볼 때 현재 건물은 20세기 초를 전후로 고친 것이다.
규모는 앞면 3칸·옆면 3칸으로 옆면 지붕선이 여덟 팔(八)자 모양인 팔작지붕 건물이다. 또한 지붕처마를 받치기 위해 장식하여 만든 공포는 기둥 위에만 있는 주심포 양식으로 되어있다. 천장은 우물 정(井)자 모양으로 짜맞추어 천장 윗부분을 가리게 꾸민 우물천장이다.
내부에는 목조 석가여래좌상을 중심으로 좌·우에 16나한과 오백나한·인왕상·동자상·사자상을 모시고 있다.

## 현지 안내문
이 건물은 조선 효종 7년(1656년)에 지은 것으로 보이는데, 내부에 석가모니와 십육나한 및 오백나한을 모셨다. 근래에 몇 차례 보수하면서 천장과 서까래 일부의 변형이 있었지만, 기본 구조와 부재는 원형을 유지하고 있어 17세기 사찰 건물이 갖는 주된 특징을 보여주고 있다. 낮은 받침부위에 커다란 자연석 주춧돌을 놓고, 위아래 굵기의 변화가 없는 반듯한 둥근 기둥을 세웠다. 벽에는 돌아가며 벽화를 그려 놓았으며, 전체적인 건물의 모습은 단정하고 균형이 잡혀있다.

## 참고 자료
- 송광사나한전 - 국가유산청 국가유산포털